# William Chester Jordan
William Chester Jordan (1948) is een Amerikaanse mediëvist. Hij is de Dayton-Stockton hoogleraar in de geschiedenis en voorzitter van de vakgroep geschiedenis aan de Princeton-universiteit. Hij is ook een voormalig directeur van het programma voor Medieval Studies in Princeton.
Jordan publiceerde over de kruistochten, de Engelse constitutionele geschiedenis, de grote hongersnood van 1315-1317, geslacht, economie, jodendom en meest recentelijk relaties tussen kerk en staat in de dertiende en veertiende eeuw.

## Publicaties

### Boeken
- Louis IX and the Challenge of the Crusade: A Study in Rulership (Princeton University Press, 1980)
- From Servitude to Freedom: Manumission in the Senonais in the Thirteenth Century
- The French Monarchy and the Jews from Philip Augustus to the Last Capetians
- Women and Credit in Pre-Industrial and Developing Societies
- (en)  The Great Famine: Northern Europe in the Early Fourteenth Century (De grote hongersnood: Noord-Europa in de vroege veertiende eeuw), Princeton UP, 1996. ISBN 0691058911.
- Europe in the High Middle Ages